# Vassili Tchitchagov
Vassili Iakovlevitch Tchitchagov (en russe : Васи́лий Я́ковлевич Чичаго́в), né le 28 février 1726, mort le 4 avril 1809 à Saint-Pétersbourg, est un amiral et explorateur russe, père de Pavel Tchitchagov.

## Biographie
Vassili Tchitchagov étudia à l'école de mathématiques et de sciences de la navigation, il obtint son diplôme en 1742. Afin d'améliorer ses connaissances navales, il se rendit en Grande-Bretagne et servit dans la Royal Navy (1742-1745). Tout au long de sa vie, il sera un fervent admirateur de la culture britannique, épousera une anglaise et vivra ses années de retraite en Grande-Bretagne. 

### L'explorateur
En 1745, Vassili Tchitchagov servit dans la Flotte de la Baltique. En 1764, le scientifique Mikhaïl Lomonossov (1711-1765) organisa une expédition scientifique afin de découvrir la route maritime du Nord (passage d'Arkhangelsk au Kamtchatka) entre les océans Atlantique et Pacifique en longeant la côte de la Sibérie. En qualité de commandant adjoint du port d'Arkhangelsk, il fut chargé de commander cette expédition (1765-1766). Trois navires furent affrétés : Le Tchitchagov, Le Panov et Le Babayev. Il part ainsi d'Arkhangelsk le 9 mai 1765 et atteint le Spitzberg alors pris par des glaces qu'il ne parvient pas à franchir. Il y retourne l'année suivante mais rencontre les mêmes difficultés puis renonce.

### Carrière militaire
Vassili Tchitchagov prit part à la guerre russo-turque de 1768-1774, il fut chargé de la défense du détroit de Kertch sa mission fut d'interdire l'accès de la mer d'Azov aux navires ottomans.
Tchitchagov fut également chargé de la formation des équipages de la Baltique (1770-1772). La guerre terminée il fut nommé administrateur des ports d'Arkhanguelsk, Revel et Kronstadt. En 1775, il fut admis comme membre du Conseil de l'Amirauté.
Au cours de la Guerre russo-suédoise de 1788-1790, après le décès de l'amiral Greig (1735-1788), Tchitchagov fut nommé commandant en chef de la Flotte de la Baltique. Il fut victorieux lors de la bataille d'Öland (en) (26 juillet 1789), la bataille de Reval le 13 mai 1790 et la bataille de la baie de Vyborg le 4 juillet 1790. Trois brillantes victoires navales qui permirent aux Russes de capturer cinq mille marins suédois, deux cents officiers suédois et de mettre un terme au conflit. Pour ses hauts faits militaires, il reçut l'Ordre de Saint-Georges (première classe).
Par le décret signé en 1797 du nouveau tsar Paul Ier de Russie, Vassili Tchitchagov fut mis à la retraite et reçut l'interdiction de résider à Saint-Pétersbourg. Ce décret fut annulé par Alexandre Ier.

### Décès et inhumation

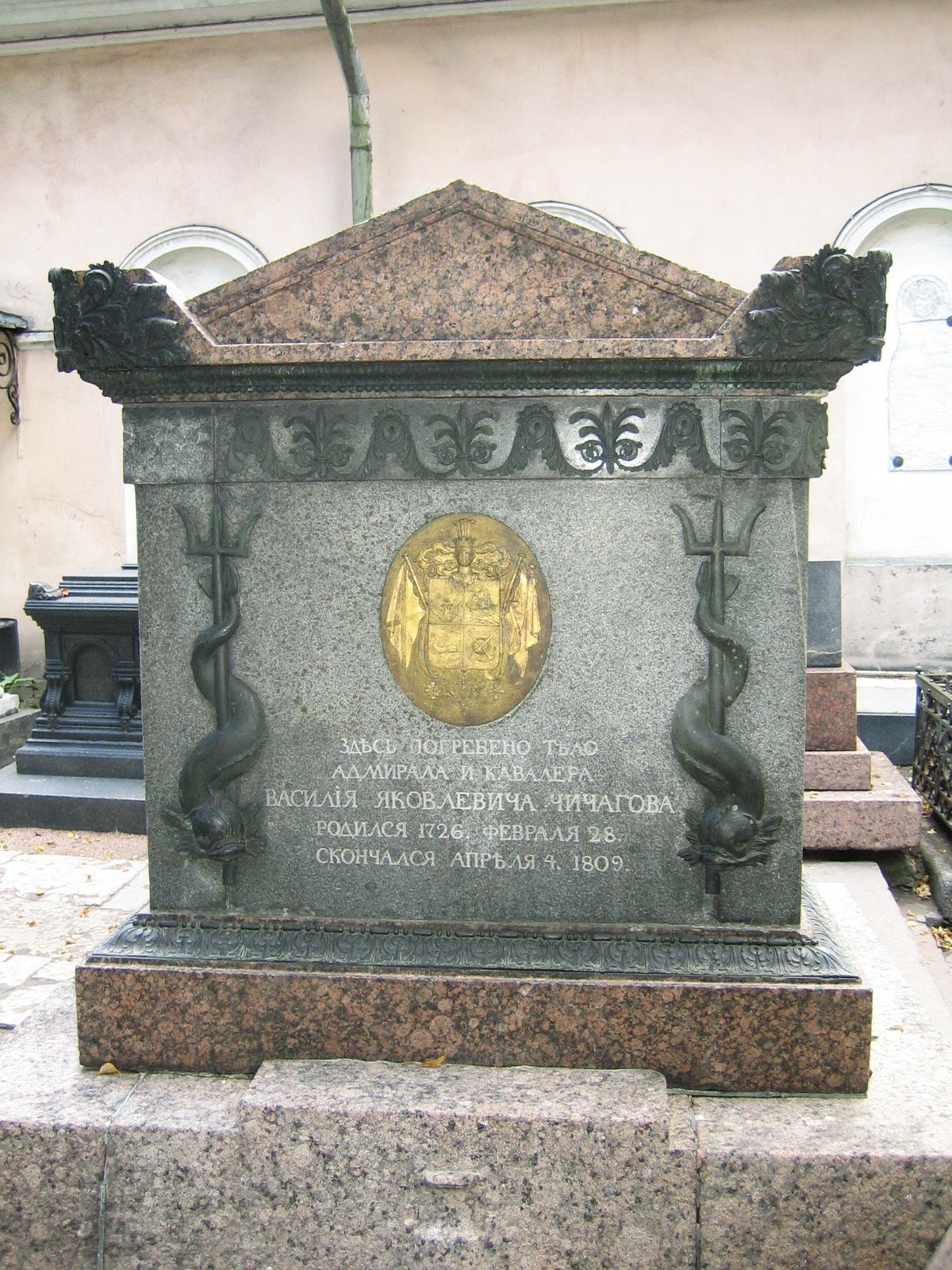
Sépulture de L'amiral Tchitchagov.

Vassili Iakovlevitch Tchitchagov décéda le 4 avril 1809 à Saint-Pétersbourg et fut inhumé au cimetière Saint-Lazare du monastère Alexandre-Nevski.

## Distinctions
- 1790: Ordre de Saint-Georges (première classe)